# فاسيلي مارين
فاسيلي مارين (بالرومانية: Vasile Marin)‏ هو محامي روماني، ولد في 29 يناير 1904 في بوخارست في رومانيا، وتوفي في 13 يناير 1937 في ماخادائوندا في إسبانيا.